# Keith Sweat (álbum)
| Críticas profissionais | Críticas profissionais |
| Avaliações da crítica  | Avaliações da crítica  |
| Fonte                  | Avaliação              |
| ---------------------- | ---------------------- |
| Allmusic               | [ 1 ]                  |
| Robert Christgau       | neither                |
| Entertainment Weekly   | C−                     |
| Hartford Courant       | (favorável)            |
| Los Angeles Times      | [ 5 ]                  |
| Vibe                   | (favorável)            |
| USA Today              | [ 7 ]                  |

Keith Sweat é o quinto álbum de estúdio do cantor americano de R&B contemporâneo Keith Sweat. O álbum foi lançado em 25 de Junho de 1996. O single "Twisted" chegou ao número 2 na Billboard Hot 100, se tornando seu maior hit naquela parada. "Nobody" chegou ao número 3 na mesma parada. Ambas as canções são os últimos de 6 hits a alcançarem a primeira posição nas paradas de R&B e deram a Sweat mais dois hits entre as cinco melhores em oito anos desde seu single de estreia, "I Want Her".
O álbum continua sendo o mais bem sucedido da carreira de Sweat; chegou a Billboard 200, estreando na quinta posição; e foi o último de cinco álbuns consecutivos do artista a alcançar o topo da parada Top R&B Albums. O álbum tem ocasionalmente re-entrado para a Billboard 200, com a mais recente aparição ocorrendo na semana de 19 de Fevereiro de 2011.
Em 7 de Julho de 2004, Keith Sweat foi certificado como disco de platina quádrupla pela Recording Industry Association of America, pelos envios de quatro milhões de cópias as lojas nos Estados Unidos. Em 1996, os singles "Twisted" e "Nobody" ambos ganharam o certificado de platina pela RIAA, pelos envios de um milhão de cópias nos Estados Unidos.

## Lista de faixas
1. "Twisted" (featuring Pretty Russ & Kut Klose) (Keith Sweat, Eric McCaine, Athena Cage, Tabitha Duncan, Lavonn Battle) 4:30
2. "Funky Dope Lovin'" (featuring Gerald Levert, Aaron Hall, and Buddy Banks) (William "Billy Bad" Ward) 4:51
3. "Yumi" (Sweat, Eric McCaine) 4:21
4. "Whatever You Want" (Sweat, Fitzgerald Scott) 4:18
5. "Just a Touch" (featuring Traci Hale) (Steve Arrington, Mark Hicks, Raye Turner, Danny Webster, Starleana Young) 5:03
6. "Freak with Me" (featuring Pretty Russ, Tizone & Lil' Bud) (Sweat, John Howcott, Donald Parks, Emmanuel Officer) 4:44
7. "Nature's Rising" (Interlude) (Sweat, Craig Love) 0:55
8. "Come with Me" (featuring Ronald Isley) (Sweat, Love, Scott) 3:56
9. "In the Mood" (Sweat, Eric McCaine) 3:45
10. "Show Me the Way" (Interlude) (Sweat, Allen Smith) 2:50
11. "Nobody" (featuring Athena Cage) (Sweat, Scott) 4:24
12. "Chocolate Girl" (Sweat, Alphonso "Doc" Walker) 4:45

## Pessoal
- Keith Sweat — Vocais, Produtor, Produtor Executivo
- Eric McCaine - Produtor, Engenheiro, Vocais, Programador, Músico
- Darryl Adams — Vocais de Fundo
- Michael Alvord, Karl Heilbron — Engenheiro
- Alex Nesmith, J. Bernanski Wall, Karl Heilbron, Neal H. Pogue - Mixagem
- Fitzgerald Scott, William "Billy Bad" Ward, Allen "Grip" Smith - Teclados, Programação de Bateria
- Buddy Banks — Vocais
- Athena Cage — Vocais, Intérprete
- Doc — Produtor
- Traci Hale — Vocais de Fundo
- Charlie Singleton - Guitarra
- Aaron Hall — Vocais
- Ronald Isley — Vocais, Intérprete
- Kut Klose — Vocais de Fundo
- Gerald Levert — Vocais
- Lil' Bud — Rap
- Pretty Russ — Rap
- Tizone — Producer, Rap
- Tamica Johnson - Rap
- Herb Powers - Masterização

## Paradas musicais
| Parada musical (1996)                   | Melhor posição |
| --------------------------------------- | -------------- |
| Austrália (ARIA)                        | 41             |
| Países Baixos (Dutch Charts)            | 4              |
| Alemanha (Offizielle Deutsche Charts)   | 84             |
| Nova Zelândia (RMNZ)                    | 39             |
| Reino Unido (UK Albums Chart)           | 36             |
| Estados Unidos (Billboard 200)          | 5              |
| Estados Unidos (Top R&B/Hip Hop Albums) | 1              |

### Singles
| Ano  | Single         | Parada musical                    | Posição |
| ---- | -------------- | --------------------------------- | ------- |
| 1996 | "Nobody"       | Billboard Hot 100                 | 3       |
| 1996 | "Nobody"       | Hot R&B/Hip-Hop Songs             | 1       |
| 1996 | "Nobody"       | Hot Dance Music/Maxi-Single Sales | 11      |
| 1996 | "Twisted"      | Billboard Hot 100                 | 2       |
| 1996 | "Twisted"      | Hot R&B/Hip-Hop Songs             | 1       |
| 1996 | "Twisted"      | Hot Dance Music/Maxi-Single Sales | 5       |
| 1997 | "Come With Me" | Billboard Hot 100                 | 68      |
| 1997 | "Come With Me" | Hot R&B/Hip-Hop Songs             | 27      |
| 1997 | "Nobody"       | Canadian Singles Chart            | 16      |
| 1997 | Twisted        | Canadian Singles Chart            | 16      |